# Lauren Hutton
Mary Laurence „Lauren” Hutton (ur. 17 listopada 1943 w Charleston w stanie Karolina Południowa) – amerykańska modelka i aktorka filmowa i telewizyjna.

## Filmografia

### Filmy
- 1968: Papierowy lew (Paper Lion) jako Kate
- 1970: Mały Fauss i duży Halsy (Little Fauss and Big Halsy) jako Rita Nebraska
- 1971: Pan pozwoli, Rocco Papaleo (My Name Is Rocco Papaleo) jako Jenny
- 1974: Gracz (The Gambler) jako Billie
- 1976: Witamy w Los Angeles (Welcome to L.A.) jako Nona Bruce
- 1976: Aligator (Gator) jako Aggie Maybank
- 1977: Viva Knievel! jako Kate Morgan
- 1978: Dzień weselny (A Wedding) jako Florence Farmer
- 1978: Ktoś mnie obserwuje (Someone's Watching Me!) jako Leigh Michaels
- 1980: Amerykański żigolak (American Gigolo) jako Michelle Stratton
- 1981: Ojcostwo (Paternity) jako Jenny Lofton
- 1981: Zorro, ostrze szpady (Zorro, the Gay Blade) jako Charlotte Taylor Wilson
- 1982: Cały ogień i blask (Tout feu, tout flamme) jako Jane
- 1982: Hécate jako Clothilde de Watteville
- 1985: Lassiter jako Kari Von Fursten
- 1985: Stąd do macierzyństwo (From Here to Maternity) jako Caroline
- 1985: Raz ugryziona (Once Bitten) jako hrabina
- 1985: Być doskonałym (Perfect) jako Lauren
- 1985: Skandal arkuszowy (Scandal Sheet) jako Meg North
- 1985: Królowa Śniegu (Faerie Tale Theatre: The Snow Queen) jako pani Lato
- 1986: Rażące pożądanie (Flagrant désir) jako Marlene Bell-Ferguson
- 1986: Komandosi Hollywood (The Return of Mickey Spillane's Mike Hammer) jako Joanna Lake
- 1987: Łowcy czasu (Timestalkers) jako Scott McKenzie
- 1987: Malone jako Jamie
- 1988: Doskonali ludzie (Perfect People) jako Barbara Laxton
- 1988: Maraton (Run for Your Life) jako Sarah Forsythe
- 1988: Błękitna krew (Blue Blood) jako Gerda / Julie
- 1989: Zakazane słońce (Forbidden Sun) jako pani Lake
- 1990: Strach (Fear) jako Jessica Moreau
- 1991: Miliony (Miliardi) jako Cristina Ferretti
- 1991: Krzesło (Guilty as Charged) jako Liz Stanford
- 1992: Brakujące elementy (Missing Pieces) jako Jennifer
- 1994: Tata i małolata (My Father the Hero) jako Megan
- 1996: Ława przysięgłych (We the Jury) jako Wynne Atwood
- 1997: Monty i spółka (Die Story von Monty Spinnerratz) jako Evelyn Jellybelly
- 1998: Klub 54 (54) jako Liz Vangelder
- 1998: Niewinny seks (Just a Little Harmless Sex) jako Elaine
- 1999: Ostatni świadek (Caracara) jako Cynthia Kirkman Sutherland
- 2000: Przeboje i podboje (High Fidelity) – usunięta scena
- 2009: Niedościgli Jonesonowie (The Joneses) jako KC, szef Jonesów

### Seriale TV
- 1984: Papierowe lalki (Paper Dolls) jako Colette Ferrier
- 1986: Monte Carlo jako Evelyn MacIntyre
- 1986: Grzechy (Sins) jako ZZ Bryant
- 1987: Falcon Crest jako Liz McDowell
- 1990: Autostopowicz (The Hitchhiker) jako Tess
- 1995–1996: Central Park West jako Linda Fairchild Brock
- 2007: Bez skazy (Nip/Tuck) jako Fiona McNeil